# Rurka, Hạt Gryfino
Rurka [ˈrurka] (tiếng Đức: Rörchen) là một ngôi làng thuộc khu hành chính của Gmina Chojna, thuộc quận Gryfino, West Pomeranian Voivodeship, ở phía tây bắc Ba Lan, gần biên giới Đức. Nó nằm khoảng 6 kilômét (4 mi) phía đông bắc Chojna, 29 km (18 mi) phía nam Gryfino và 48 km (30 mi) phía nam thủ đô khu vực Szczecin.
Trước năm 1945, khu vực này là một phần của Đức. Đối với lịch sử của khu vực, xem Lịch sử của Pomerania.
Ngôi làng có dân số 210 người.

## Cư dân đáng chú ý
- Peter-Eberhard Müllensiefen (1912 Từ2004), phi công Luftwaffe